# Konrad Kraehe

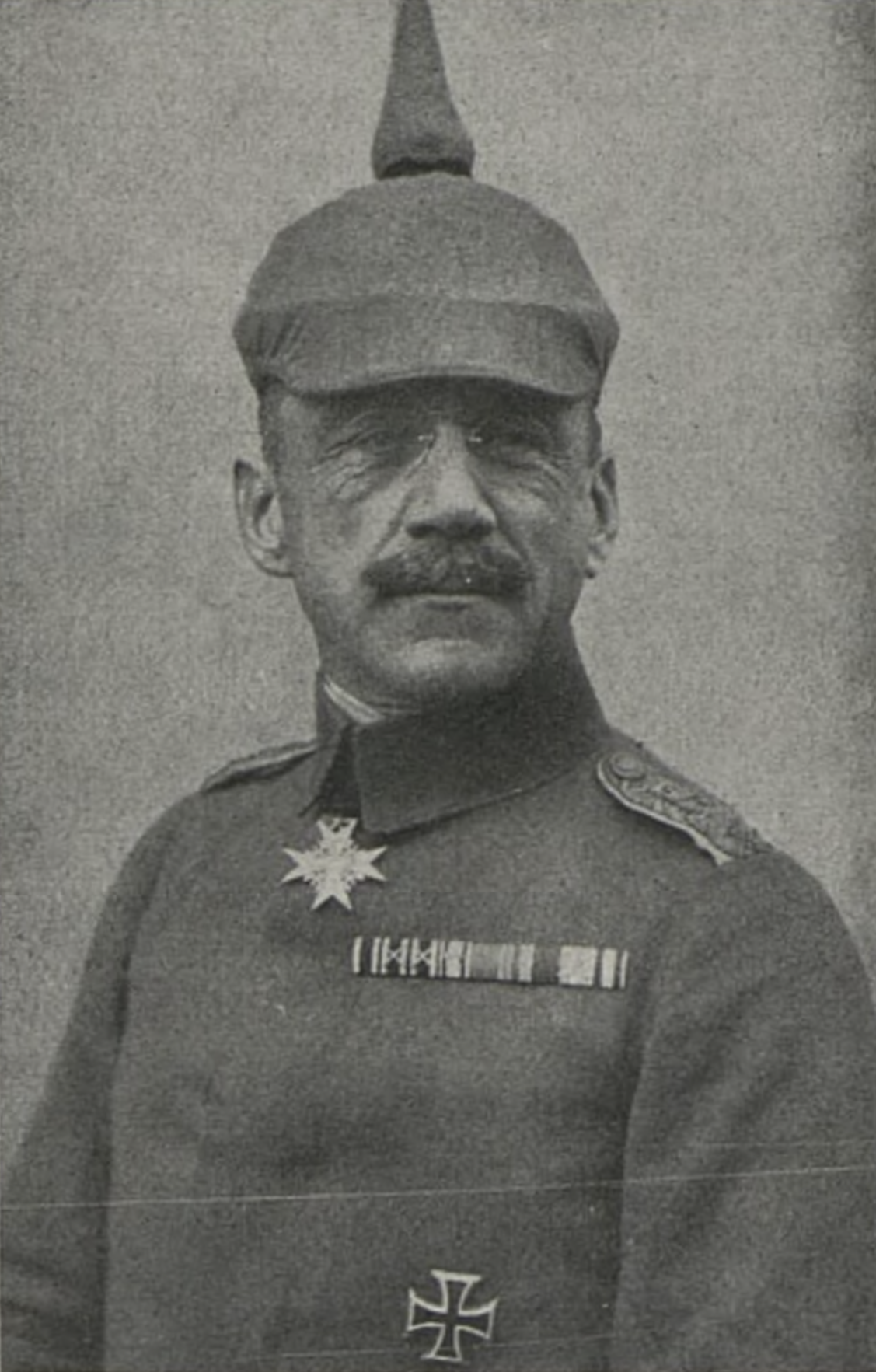
Konrad Kraehe (1917)

Konrad Kraehe (* 15. Mai 1868 in Königsberg in der Neumark; † 10. Januar 1943 in Berlin) war ein deutscher General der Infanterie.

## Leben
Kraehe war während des Ersten Weltkriegs vom 13. Oktober 1914 bis 13. September 1918 Kommandeur des Füsilier-Regiments „Königin Viktoria von Schweden“ (Pommersches) Nr. 34. Er wurde am 18. Oktober 1917 mit der höchsten preußischen Tapferkeitsauszeichnung, dem Orden Pour le Mérite ausgezeichnet und bekam am 15. August 1918 das Eichenlaub zu dieser Auszeichnung.
Nach dem Krieg wurde er in die Reichswehr übernommen und wirkte u. a. im Reichswehrministerium. Vom 1. Februar 1923 bis 31. März 1925 war er Infanterieführer V in Stuttgart.
Kraehe erhielt am 27. August 1939, dem sogenannten Tannenbergtag, den Charakter als General der Infanterie verliehen.

## Schriften
- Das Füsilier-Regiment Königin Victoria von Schweden (Pommersches) Nr. 34 im Weltkriege, mit Überblick über d. Zeit 1720–1914. 1931.